# Emmeline Vonk
Emmeline Vonk (Engels: Emmeline Vance) is een personage uit de Harry Potter-boekenreeks van J.K. Rowling. Emmeline is lid van de Orde van de Feniks. Ze verschijnt voor het eerst in het vijfde boek, Harry Potter en de Orde van de Feniks.
Emmeline was ook lid van de oorspronkelijke Orde, die in de eerste tovenaarsoorlog samen tegen Heer Voldemort vochten. Harry ontmoet haar voor het eerst als ze hem samen met andere leden van de Orde, op komt halen om naar Grimboudplein 12 te gaan. Emmeline is een statige heks en draagt dan een smaragdgroene omslagdoek om haar hoofd.
In het zesde boek blijkt dat Emmeline is vermoord door de Dooddoeners, vlak bij de ambtswoning van de Dreuzelpremier.